# Georg Johann Höllfritsch
Georg Johann Höllfritsch (* 20. Juni 1884 in Reichelsdorf; † 20. Juli 1929 in Liberec, deutsch Reichenberg, Tschechische Republik) war ein deutscher Unternehmer.

## Leben
Georg Johann Höllfritsch war verheiratet mit Anna Babette Karoline Höllfritsch (* 5. Oktober 1882 in Katzwang; † 29. November 1959). Am 22. Dezember 1924 wurde er mit erst 40 Jahren zum Kommerzienrat ernannt. Ihm gehörte die Deutsche Gesellschaft für Terranova-Verwertung Höllfritsch & Co. in Nürnberg, Stuttgart und Reichenberg, die Putzmörtel herstellte. Zunächst war er Angestellter, dann Direktor der Firma. Er spendete 20.000 Mark für die Errichtung des vom Bildhauer Bernhard Bleeker entworfenen „Bayern und Pfalz Denksteins“, der an die 30.000 im Ersten Weltkrieg gefallenen Pfälzer und damit an die Zugehörigkeit der Pfalz zu Bayern erinnern sollte. Aufgrund der französischen Besetzung der Pfalz war eine dortige Aufstellung nicht möglich, so dass der Bayern und Pfalz Denkstein Verband München als Standort wählte. 1918 erhielt Höllfritsch den Verdienstorden vom Heiligen Michael IV. Klasse. Die frühe Ernennung Höllfritschs zum Kommerzienrat rechtfertigte der Regierungspräsident durch dessen „langjährige, in vorderer Front abgeleistete Kriegsdienstzeit“.
Im benachbarten Wendelstein wurde ihm zu Ehren eine Straße in dem Industriegebiet Am Kohlschlag als Johann-Höllfritsch-Straße benannt.